# Mopla rubra
Mopla rubra är en insektsart som beskrevs av Henry, G.M. 1940. Mopla rubra ingår i släktet Mopla och familjen gräshoppor. Inga underarter finns listade i Catalogue of Life.